# Hug de Pinós
Hug de Pinós va ser un noble català de la família Pinós, fill de Galceran I, Baró de Pinós (1067- 1117) i de la seva esposa Adelaida. Alguns l'identifiquen amb Hugues de Payns, que fou el primer mestre i fundador de l'Orde del Temple i un dels primers nou cavallers. Aquesta teoria, però, no té gran pes històric i es basa en fonts tardanes.
La teoria per assimilar aquest personatge amb Hug de Payns s'origina en un manuscrit de 1662 trobat a la Biblioteca Nacional de Madrid, en el qual un erudit català, Esteve Corbera, escriu un redactat al comte de Guimerà amb el títol «Declaració de la inscripció grega de la creu de Sant Esteve de Bagà, cap de les baronies de Pinós, guió de l'armada que va prendre Terra Santa, any de 1110. Hug de Bagà, primer Mestre del Temple». El document descriu la campanya a Terra Santa i trasllada al noble Hug de Pinós al lloc d'Hug de Payns i que un cop convertit en primer mestre del Temple, va ser conegut com a Hug de Bagà, llatinitzat com Baganus, quelcom que hauria portat a confusió amb Paganus. No obstant això, la gran quantitat de proves de l'origen francès d'Hugues de Payns, encara que a voltes costa d'identificar-ne l'origen concret, revelen la impossibilitat d'aquesta teoria.
Galceran Mir, Galceran I Baró de Pinós (1067-1117) i la seva dona Adelaida varen tenir tres fills: Galceran Galceran, Futur Galceran II (Baró de Pinós entre 1117 i 1143); Raimon Galceran i Hug Galceran. Tenint en compte que el matrimoni de Galceran Mir i Adelaida va tenir lloc l'any 1092, i que Hug Galceran va ser el tercer fill del matrimoni, és impossible que aquest fos a la Primera Croada i que es convertís en Primer Mestre del Temple donada la seva curta edat en 1096 - 1099, data en la qual té lloc la Primera Croada.
Sí que és possible que Galceran II i el seu germà Hug anessin a Terra Santa en una data posterior a la Primera Croada, malgrat que aquest fet no ha quedat recollit enlloc.